# Dyckia goiana
Dyckia goiana är en gräsväxtart som beskrevs av Lyman Bradford Smith. Dyckia goiana ingår i släktet Dyckia och familjen Bromeliaceae. Inga underarter finns listade i Catalogue of Life.